# Johann Philipp Breyne
Johann Philipp (Jan Filip) Breyne (Breyn, Breynius) (ur. 5 sierpnia 1680 w Gdańsku, zm. 12 grudnia 1764 w Gdańsku) – gdański doktor filozofii i medycyny, z zamiłowania przyrodnik.
Autor wielu rozpraw z zakresu historii naturalnej (paleontologii, zoologii i botaniki), członek towarzystw naukowych. Uznawany jest za jednego z pionierów paleontologii. Wyjaśnił biologię i cykl rozwojowy czerwca polskiego. Był przedstawicielem fizykoteologii.

## Życie i działalność
Był synem gdańskiego kupca i botanika Jakoba Breyna i Sary z domu Rogge. Uczył się w Gimnazjum Akademickim (Akademisches Gymnasium) w Gdańsku, a następnie studiował medycynę i nauki przyrodnicze w Lejdzie pod kierownictwem Hermanna Boerhaavego. W 1702 roku uzyskał doktorat z nauk medycznych. Po studiach przez dwa lata podróżował po Europie, po czym wrócił do Gdańska, gdzie rozpoczął praktykę medyczną. Posiadał znaczny majątek, więc wkrótce porzucił praktykę lekarską i – wzorem ojca – zajął się studiami botanicznymi, w tym prowadzeniem prywatnego ogrodu botanicznego, w którym uprawiał m.in. ananasy. Ożenił się w 1707 roku z Konstancją Ludewig. Miał córki, które były autorkami części barwnych tablic w jego pracach. Jedna z nich (wraz z młodszym bratem) została poddana przez ojca inokulacji, dzięki czemu można uznać Breyna za pioniera szczepień ochronnych w Prusach Królewskich (Breyne przeprowadził ww. zabieg kilkadziesiąt lat wcześniej niż Natanielem Wolfem). Od roku 1703 był członkiem Towarzystwa Królewskiego w Londynie. Powiększył zbiory przyrodnicze, które gromadzić zaczął jego ojciec. W 1765 roku sam księgozbiór liczył 4,9 tysiąca tomów. Kolekcja obejmowała poza tym zielniki, skamieniałości, minerały, muszle, szczątki zwierząt, a także numizmaty. Jednymi z ciekawszych eksponatów były gniazda litewskich remizów oraz „ziołozwierz”, tzw. „owca scytyjska” – uformowany na podobieństwo owcy fragment pędu paprotnika.
Życiorys Johanna Breynego (pt. Vita Joannis Philippi Breynii adcommodatae) zawarł gdański botanik Gottfried Reyger w publikacji poświęconej florze gdańskiej Tentamen florae gedanensis methodo sexuali adcommo (1766). Część jego korespondencji naukowej licząca 1,5 tysiąca listów przechowywana jest w Landesbibliothek Gotha w Niemczech. Zbiory przyrodnicze Breyna nabyła caryca Katarzyna II Wielka, która przekazała je następnie Aleksiejowi Orłowowi.

### Prace botaniczne
Johann Philipp Breyne opracował na nowo i wydał w 1739 roku dzieło swojego ojca – Jakoba Breyna „Prodromus fasciculi rariorum plantarum…”, opatrując je życiorysem ojca, napisanym przez G. D. Seylera z Elbląga. Był przyjacielem Georga Andreasa Helwinga i mecenasem jego badań. Jako człowiek bogaty, lubiący naukowe wyzwania, kupił rękopis i pokrył koszty druku dzieła Helwinga „Flora quasimodogenita…”, do którego napisał także przedmowę. Opracował, częściowo zebrane jeszcze przez ojca dane dotyczące występowania 26 przedstawicieli rodzin sitowatych (Juncaceae), ciborowatych (Cyperaceae) i wiechlinowatych (Poaceae) w okolicach Gdańska opublikowane następnie w dziele „Agrostographia…” Johanna Scheuchzera z 1719 roku.

### Prace paleontologiczne i zoologiczne
Johann Philipp Breyne jest autorem najstarszych opisów skamieniałości pochodzących ze współczesnych ziem polskich. Opisał belemnity, amonity, łodzikowate, jeżowce i organiczne inkluzje w bursztynie. Zaproponował koncepcję podziału systematycznego mięczaków, obejmującą także zwierzęta wymarłe. Jego prace były wykorzystywane i cenione przez czołowych przyrodników epoki (np. Lamarcka i Cuviera). Uważa się, że sporządzone przez Breynego opisy mamuta pozwoliły odrzucić biblijną koncepcję przedpotopowych potworów i stworzyć pojęcie gatunku wymarłego. Praca monograficzna poświęcona czerwcowi polskiemu (Porphyrophora polonica) uznawana jest za jedno z najważniejszych dzieł osiemnastowiecznej entomologii.

## Publikacje
- 1704/1705: De Plantis & Insectis Quibusdam Rarioribus in Hispania Observatis. W: Philosophical Transactions, t. 24, s. 2044-2055.
- 1710/1712: Epistola D. J. Phil. Breynij, M. D. Gedanensis, & Reg. Societ. Lond. Sodal. ad D. Hans Sloane, M. D. Dictoe Societatis Secretarium; Varias Observationes Continens, in Itinere per Italiam Suscepto, Anno 1703. T. 17, s. 447-459.
- 1724/1725: Dissertatiuncula de Agno Vegetabili Scythico, Borametz Vulgo Dicto. W: Philosophical Transactions, t. 33, s. 353-360.
- 1725/1726: Observatio de Succinea Gleba, Plantae Cujusdam Folio Impraegnata, Rarissima, t. 34, s. 154-156.
- 1731: Historia naturalis Cocci Radicum Tinctorii quod polonicum vulgo audit. Danzig.
- 1731/1732: Some Corrections and Amendments by J.P. Breynius, M.D. F.R.S. concerning the Generation of the Insect Called by Him Coccus Radicum, in His Natural History Thereof, Printed in the Year 1731... W: Philosophical Transactions T. 37, s. 444-447.
- 1737: A Letter from John Phil. Breyne, M. D. F. R. S. to Sir Hans Sloane, Bart. Pres. R. S. with Observations, and a Description of Some Mammoth's Bones Dug up in Siberia, Proving Them to Have Belonged to Elephants. W: Philosophical Transactions T. 40, s. 124-138.
- 1739: Prodromi fasciculi rariorum plantarum primus et secundus... (kolejne, zmienione wydanie publikacji ojca)
- 1739/1741: Observatio de Immodico & Funesto Lapidum Cancrorum, Similiumque Terrestrium Absorbentium Usu, Indeque Ortis Calculis in Ventriculo & Renibus. W: Philosophical Transactions, t. 41, s. 557-559 (wspólnie z Hansem Sloane)